# 46643 Yanase
46643 Yanase este un asteroid din centura principală de asteroizi.

## Descriere
46643 Yanase este un asteroid din centura principală de asteroizi. A fost descoperit pe 23 mai 1995 la Kuma Kogen de Akimasa Nakamura. El prezintă o orbită caracterizată de o semiaxă mare de 2,98 ua, o excentricitate de 0,09 și o înclinație de 10,1° în raport cu ecliptica.